# Port lotniczy Ajdovščina
Port lotniczy Ajdovščina – port lotniczy położony zlokalizowany w miejscowości Ajdovščina (Słowenia). Obsługuje połączenia krajowe.